# 昆卡德坎波斯
昆卡德坎波斯，是西班牙卡斯蒂利亚-莱昂巴利亚多利德省的一个市镇。总面积48平方公里，2001年普查人口總數為270人，人口密度為每平方公里6人。